# 吳暹 (越南人)
吳暹（越南语：／；1749年—1818年），越南後黎朝、阮朝官員。

## 生平
吳暹是山南鎮義興府望瀛縣葛藤社（今屬南定省懿安縣安進社）人，景興十年（1749年）出生。景興四十年（1779年），考中進士。黎末歷任東閣校書、諒山鎮督同兼督學。西山朝時，隱居不仕。阮朝嘉隆初，召授太和殿學士，出任山西鎮督學，兼領宣光、興化督學。
嘉隆十七年（1818年），吳暹去世。